# Pena Verde
Pena Verde es una freguesia portuguesa del concelho de Aguiar da Beira, con 32,79 km² de área y 980 habitantes (2001). Densidad de población: 29,9 hab/km².